# Rondo (série)
Rondo é uma trilogia de livros de ficção, escritos pela Australiana Emily Rodda. Foi escrito entre os anos de 2007 e 2009, segundo a escritora. A série é composta de três livros: A Chave para Rondo, O Mago de Rondo e A Batalha por Rondo; sendo todos publicados pela Editora Fundamento no Brasil.
A série acompanha as aventuras de Leo e Mimi (Mariana) Langlander no mundo mágico de Rondo, onde magia, realidade e contos de fadas são o cotidiano dos cidadãos. O mundo de Rondo se esconde dentro de uma antiga caixa de música, herança de gerações da família Langlander, a qual possui quatro regras rígidas, que se quebradas revelam as maravilhas e perigos de Rondo.    
IMPORTANTE!
1º Gire a chave apenas três vezes.
2º  Nunca segure a caixa enquanto a música estiver tocando.
3º Nunca feche a caixa antes da música terminar.
4º Nunca gire a chave enquanto a música estiver tocando.

## Sinopse
"Ao se tornar dono da caixa de música que estava em poder de sua família havia várias gerações, o garoto Leo Zifkak não tem a menor intenção de quebrar nenhuma dessas regras.
O mesmo não se pode dizer de sua prima Mimi, que desobedece a uma delas e traz de volta uma magia há muito adormecida. Está aberto o portal para Rondo, o mundo mágico contido na caixa de música!
Quando a traiçoeira Rainha Azul sai de dentro da caixa e sequestra o cãozinho de Mimi, os primos partem em uma perigosa e inesquecível jornada para resgata-lo. Enquanto percorrem as desconhecidas paisagens de Rondo, os dois descobrem que têm tarefas ainda mais difíceis pela frente. E que há uma forte ligação entre eles e aquele estranho lugar...
Mas como sobreviver em uma terra onde feiticeiras, dragões, animais falantes e outros seres fantásticos são lugar-comum e não tão inofensivos quanto parecem?"
- Sinopse retirada diretamente da composta para a obra A Chave para Rondo de Emily Rodda, criadora do sucesso mundial Deltora Quest.